# 異硫氰酸苯乙酯
異硫氰酸苯乙酯（PEITC）是一种自然出现的异硫氰酸酯，其前体苯乙基芥子油苷出现于一些十字花科植物，尤其是西洋菜。
PEITC的研究着重于其对癌症（比如前列腺癌）的化学预防潜能。
就生物合成而言，PEITC由苯乙基芥子油苷经芥子酶的作用产生。